# Topobea pascoensis
Espèce
Classification phylogénétique
Statut de conservation UICN

 VU D2 : Vulnérable
Topobea pascoensis est une espèce de plantes à fleurs de la famille des Melastomataceae.
Selon Plants of the World Online, c'est un synonyme de Blakea pascoensis. Selon ce site, la plante est originaire du Pérou.

## Publication originale
- Brittonia 40(1): 14. 1988.